# Virginia Slims of Philadelphia 1975
Il Virginia Slims of Philadelphia 1975 è stato un torneo femminile di tennis giocato sul sintetico indoor. È stata la 4ª edizione del torneo, che fa parte del Virginia Slims Circuit 1975. Si è giocato al The Palestra di Filadelfia, negli USA dal 24 al 29 marzo 1975.

## Campionesse

### Singolare
Virginia Wade ha battuto in finale  Chris Evert con il punteggio di 7–5, 6–4

### Doppio
Evonne Goolagong Cawley /  Betty Stöve hanno battuto in finale  Rosemary Casals /  Billie Jean King con il punteggio di 4–6, 6–4, 7–6